# Ermita de Santa Lucía (Alcalá de Henares)
La ermita de Santa Lucía de Alcalá de Henares es una de las construcciones religiosas más emblemáticas de la ciudad. Se encuentra situada en pleno casco histórico, en la confluencia entre la calle Tercia y la calle Victoria, enfrente de la Catedral-Magistral.

## Historia
Su origen data del siglo XII en estilo románico-mudéjar, aunque el edificio actual fue construido en el siglo XVII en estilo barroco. Durante la Edad Media, y hasta el año 1515, se reunía allí el concejo de la villa, por lo que es considerada la primera sede del ayuntamiento de la ciudad. Reconstruida en 1966. Fue declarada bien de interés cultural en 1981. Desde los años 90 del siglo XX hasta 2018, fue sede de la capellanía polaca católica dependiente de la Diócesis de Alcalá de Henares.
En 2022, el interior fue rehabilitado. Actualmente es sede de la Capellanía Hispano-Mozárabe de la Diócesis, que celebra semanalmente misa en rito hispano-mozárabe.

## Edificio
El edificio consta de una nave y una cabecera de similar tamaño. Está construido a base de hiladas de ladrillo y cajones de mampostería. En su fachada principal presenta una portada de medio punto de cantería, con una puerta de madera que incluye dos escudos de la ciudad de Alcalá de Henares. Sobre ella, una hornacina de ladrillo con frontón triangular que alberga la imagen en piedra de Santa Lucía, titular de la ermita. En la cubierta, hay una espadaña con una campana sobre la fachada norte, y una linterna sobre la cúpula. Esta, en su interior, dispone de tambor y se sustenta sobre pechinas, que presentan las imágenes en forma de tondo de los Cuatro Evangelistas.

## Hoguera de Santa Lucía
Es una tradición centenaria alcalaína, recuperada en 1992 por la Asociación Cultural de Hijos y Amigos de Alcalá a instancias de José García Saldaña. El 13 de diciembre al principio de la calle Mayor se inicia un pasacalles con el "trasto", acompañado de un grupo de dulzaineros, hasta llegar a la ermita de Santa Lucía, delante de la cual se prende una hoguera con los trastos viejos y se asan patatas.